# Erik Fahlander
Sven Erik Fahlander, född den 18 maj 1915 i Kuusamo, Finland, död den 10 oktober 1993 i Stockholm, var en svensk militär.
Fahlander blev fänrik 1940 och löjtnant 1942 i Livregementets husarer. Han övergick sistnämnda år till pansartrupperna, där han blev kapten 1947. Fahlander genomgick Artilleri- och ingenjörhögskolan 1947–1949 och övergick sistnämnda år till fortifikationskåren, där han blev major 1957. Han var fortifikationsofficer vid VI. militärområdet 1949–1957 och chef för fortifikationssektionen vid V. militärområdet 1957–1962. Fahlander befordrades till överstelöjtnant 1962, till överste 1964 och till överste av första graden 1967. Han var sektionschef vid fortifikationsförvaltningen 1962–1967, chef för fortifikationskåren och inspektör över rikets befästningar 1967–1971 och avdelningschef vid fortifikationsförvaltningen 1972–1977. Fahlander blev riddare av Svärdsorden 1959, kommendör av samma orden 1967 och kommendör av första klassen 1970.